# Rózsásfarkú kakadu

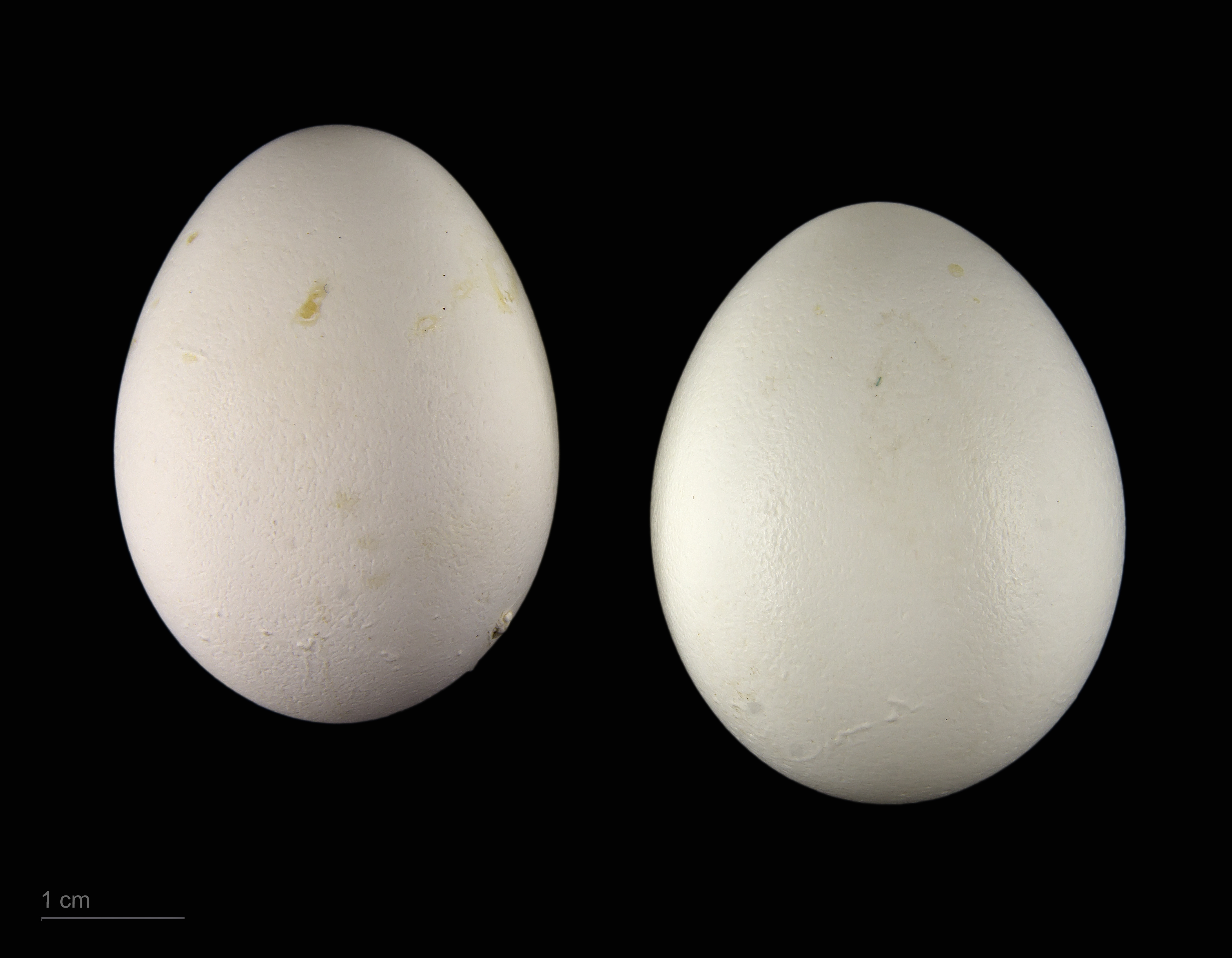
Cacatua haematuropygia tojások

A rózsásfarkú kakadu (Cacatua haematuropygia), korábban vörösfarkú kakadu, a madarak osztályának a papagájalakúak (Psittaciformes) rendjéhez és a kakadufélék (Cacatuidae) családjához tartozó faj.

## Előfordulása
A Fülöp-szigetek területén honos.

## Megjelenése
Testhossza 31 centiméter, testtömege 340 gramm.
|  |

## További információ
- Képek az interneten a fajról